# Taterillus pygargus
Taterillus pygargus är en däggdjursart som först beskrevs av F. Cuvier 1838.  Taterillus pygargus ingår i släktet Taterillus och familjen råttdjur. Inga underarter finns listade i Catalogue of Life.

## Utseende
Arten når en kroppslängd (huvud och bål) av 102 till 120 mm, en svanslängd av 140 till 165 mm och en vikt av 31 till 79 g. Den har 29 till 34 mm långa bakfötter och 17 till 22 mm stora öron. Håren på ovansidan är gråa nära roten och gyllen till orange vid spetsen. Pälsfärgen är därför gul- till rödbrun. Det finns en tydlig gräns mot den vita undersidan. Huvudet kännetecknas av vita kinder samt av en vit fläck framför och bakom varje öra. Den spetsiga nosen har hos några exemplar svarta märken. Fram- och baktassar har på ovansidan en vit färg. Bakfötternas sulor är däremot mörka och de saknar hår. De mellersta tre tårna av bakfoten har ungefär samma längd. Största delen av svansen är täckt av korta hår och vid spetsen finns en tofs av svartbruna hår. Honor har fyra spenar på bröstet och fyra vid ljumsken.

## Utbredning
Arten har två från varandra skilda populationer, en i Senegal och den andra i Niger och norra Nigeria. Den vistas i låglandet och i kulliga områden upp till 800 meter över havet. Habitatet utgörs av savanner och buskskogar. Taterillus pygargus besöker även odlade regioner.

## Ekologi
Taterillus pygargus är nattaktiv och den bygger komplexa underjordiska bon. Boets djupaste delar ligger vanligen 35 cm under markytan. Under den torra perioden kan arten gräva djupare för att nå fuktig jord. Födan utgörs av frön och insekter. Honornas revir är avgränsade mot varandra och hanar kan dela territoriet med flera honor samt med andra hanar. En hona lever i ett 400 till 700 m² stort revir och hanens revir kan vara 1500 m² stort. Vid slutet av fortplantningstiden skapar individerna nya bon. Enligt uppgifter från Senegal börjar fortplantningstiden under senare regntiden (september) och den är två till åtta månader lång. I naturen föds 3 till 7 ungar efter cirka 26 dagar dräktighet. Ungarna får ungefär 21 dagar di och de blir efter 8 (honor) respektive 12 (hanar) veckor könsmogna.
Denna gnagare jagas av kräldjur som Psammophis sibilans, av ugglor som tornuggla och nordlig gråuggla samt av olika rovdjur som falbkatt, sandräv, guldschakal och vanlig genett.

## Hot
För beståndet är inga hot kända. Hela populationen anses vara stabil. IUCN kategoriserar arten globalt som livskraftig.